# Trigonocorypha buettikeri
Trigonocorypha buettikeri är en insektsart som beskrevs av Popov, G.B. 1981. Trigonocorypha buettikeri ingår i släktet Trigonocorypha och familjen vårtbitare. Inga underarter finns listade i Catalogue of Life.